# Albizia commiphoroides
Albizia commiphoroides är en ärtväxtart som beskrevs av René Paul Raymond Capuron. Albizia commiphoroides ingår i släktet Albizia och familjen ärtväxter. Inga underarter finns listade i Catalogue of Life.